# Don Symon
Don Symon, novozelandski veslač, * 20. maj 1960, Christchurch.
Symon je za Novo Zelandijo nastopil na Poletnih olimpijskih igrah 1984 v Los Angelesu v četvercu s krmarjem. Njegovi soveslači takrat so bili Ross Tong, Kevin Lawton, Barrie Mabbott ter Brett Hollister (krmar). Čoln je osvojil bronasto medaljo. 